# Töll le Grand
Pour les articles homonymes, voir Suur Tõll (homonymie).

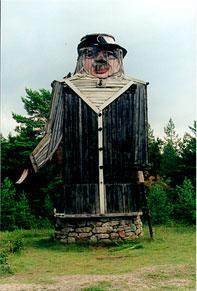
Ancien moulin reconverti en sculpture de Töll le Grand

Suur Tõll, en français Töll le Grand, est une figure de la mythologie estonienne. C'est un héros ayant la taille d'un géant qui vivait sur l'île de Saaremaa dans la mer Baltique.

## Caractéristiques et mythe
Töll vivait dans l'île de Saaremaa, dans le village de Tõlluste, avec son épouse Piret. Roi de l'île, il menait cependant le train de vie d'un simple fermier, tout en combattant fréquemment les ennemis de son peuple. Il se rendait parfois sur l'île de Hiiumaa pour rendre visite à son frère Leiger.
Selon la tradition généalogique, il est l'ancêtre de la famille noble estonienne des Toll. Il était connu dans l'ouest de l'Estonie, en particulier à Saaremaa, mais les légendes à son sujet sont inégales. Les histoires de Suur Tõll sont les plus courantes dans les paroisses d'Anseküla, Kihelkonna et Kärla, mais il n'y en a pas sur la côte nord de Saaremaa.

## Postérité
Le cinéaste d'animation estonien Rein Raamat met en scène Töll dans son court métrage animé Suur Tõll en 1980.
Un brise-glace a été nommé Suur Tõll d'après le héros. Il mouille à Tallinn et sert de navire-musée. (Voir l'article anglais.)
Plusieurs statues sur l'île de Saaremaa représentent Töll et Piret. Sur le port de Kuressaare, le sculpteur Tauno Kangro a réalisé en 2002 un groupe sculpté en bronze qui représente Töll et Piret en train de porter une barque remplie de poissons. Sur la route de Mustjala vers la falaise de Ninase, des artistes ont transformé deux anciens moulins à vent en sculptures géantes peintes qui représentent Töll et Piret.
Un parc d'attraction, le Parc de jeux de Töll, a été ouvert en 2009 à Mändjala ; destiné aux enfants, il regroupe des jeux en bois traditionnels inspirés par la légende.